# Jonathan Jesus
Jonathan de Jesus Alves (São Vicente, 27 maggio 2004) è un calciatore brasiliano, difensore del Cruzeiro.

## Caratteristiche tecniche
È un difensore centrale.

## Carriera
Jonathan Jesus è cresciuto nel settore giovanile del Ceará dove ha debuttato il 7 giugno 2023 nell'incontro di Série B vinto 3-0 contro l'Atl. Goianiense.
Il 14 giugno 2024 è stato acquistato a titolo definitivo dal Cruzeiro ed il 22 settembre seguente ha debuttato in Série A nell'incontro pareggiato 0-0 contro il Cuiabá.

## Statistiche

### Presenze e reti nei club
Statistiche aggiornate all'8 dicembre 2024.
| Stagione        | Squadra         | Campionato      | Campionato | Campionato | Coppe nazionali | Coppe nazionali | Coppe nazionali | Coppe continentali | Coppe continentali | Coppe continentali | Altre coppe | Altre coppe | Altre coppe | Totale | Totale | Totale |
| Stagione        | Squadra         | Comp            | Pres       | Reti       | Comp            | Pres            | Reti            | Comp               | Pres               | Reti               | Comp        | Pres        | Reti        | Pres   | Reti   |        |
| --------------- | --------------- | --------------- | ---------- | ---------- | --------------- | --------------- | --------------- | ------------------ | ------------------ | ------------------ | ----------- | ----------- | ----------- | ------ | ------ | ------ |
| 2023            | Ceará           | PD/CE+B         | 0+2        | 0          | CB              | 0               | 0               | -                  | -                  | -                  | -           | -           | -           | 2      | 0      |        |
| 2024            | Ceará           | PD/CE+B         | 1+6        | 0          | CB              | 1               | 0               | -                  | -                  | -                  | CdN         | 5           | 0           | 13     | 0      |        |
| Totale Ceará    | Totale Ceará    | Totale Ceará    | 9          | 0          |                 | 1               | 0               |                    | 0                  | 0                  |             | 5           | 0           | 15     | 0      |        |
| 2024            | Cruzeiro        | A               | 0+5        | 0          | CB              | 0               | 0               | CS                 | 0                  | 0                  | -           | -           | -           | 5      | 0      |        |
| Totale carriera | Totale carriera | Totale carriera | 14         | 0          |                 | 1               | 0               |                    | 0                  | 0                  |             | 5           | 0           | 20     | 0      |        |

## Palmarès

### Club

#### Competizioni statali
- Campionato Cearense: 1

Ceará: 2024